# Bulbophyllum andreeae
Bulbophyllum andreeae là một loài phong lan thuộc chi Bulbophyllum.